# Palais Felix
Das Palais Felix,  erbaut 1870 als Residenz und Atelier für den österreichischen Maler Eugen Felix, ist ein Palais im 9. Wiener Gemeindebezirk Alsergrund in der Strudlhofgasse 19. Der Namenspate wurde 1836 im mährischen Prostějov (deutsch Proßnitz) als Veith Ehrenstamm geboren. Er trug den Vornamen seines Großvaters, der einer der vielseitigsten Unternehmer und ersten jüdischen Industriellen im kaiserlichen Österreich gewesen war. 

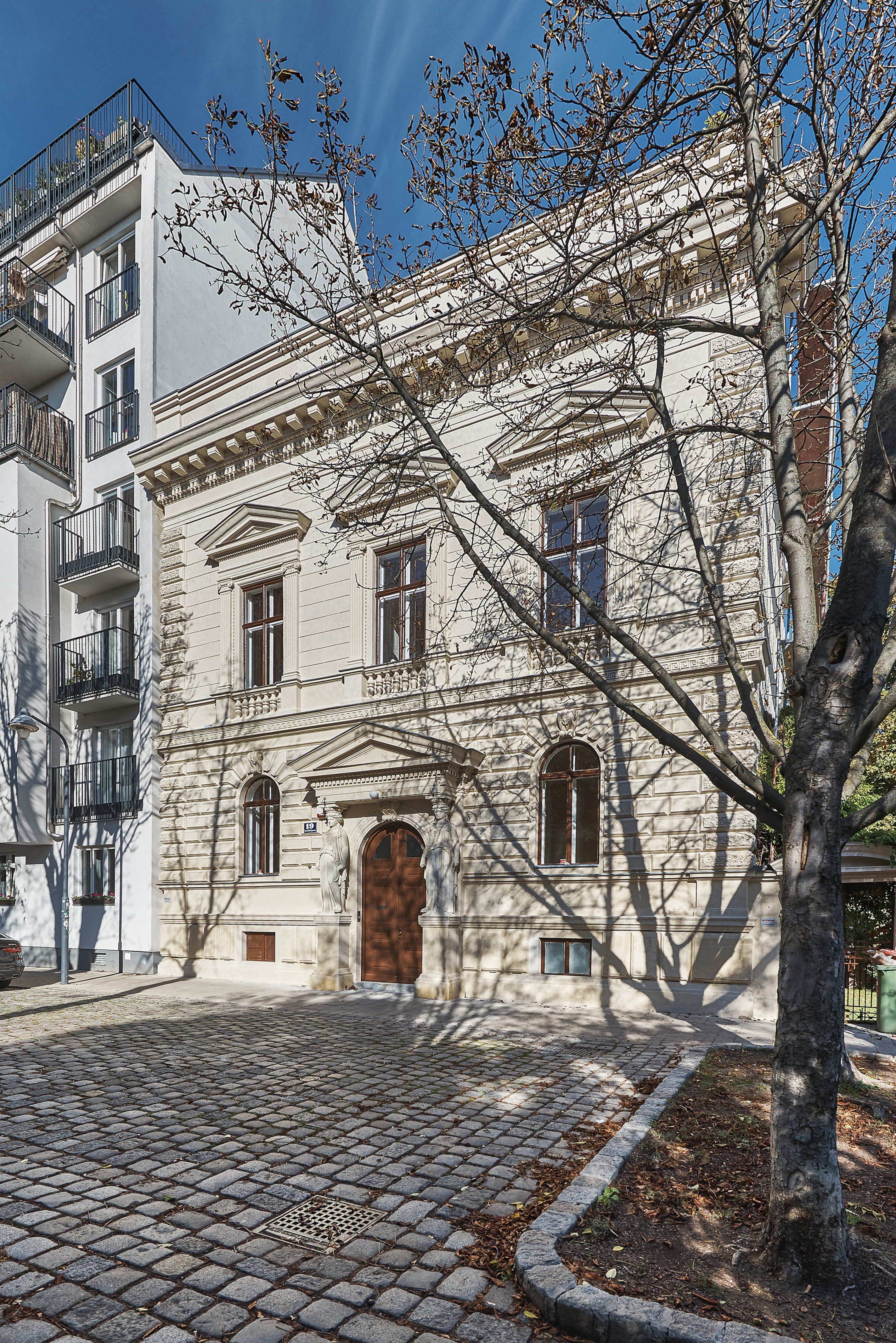

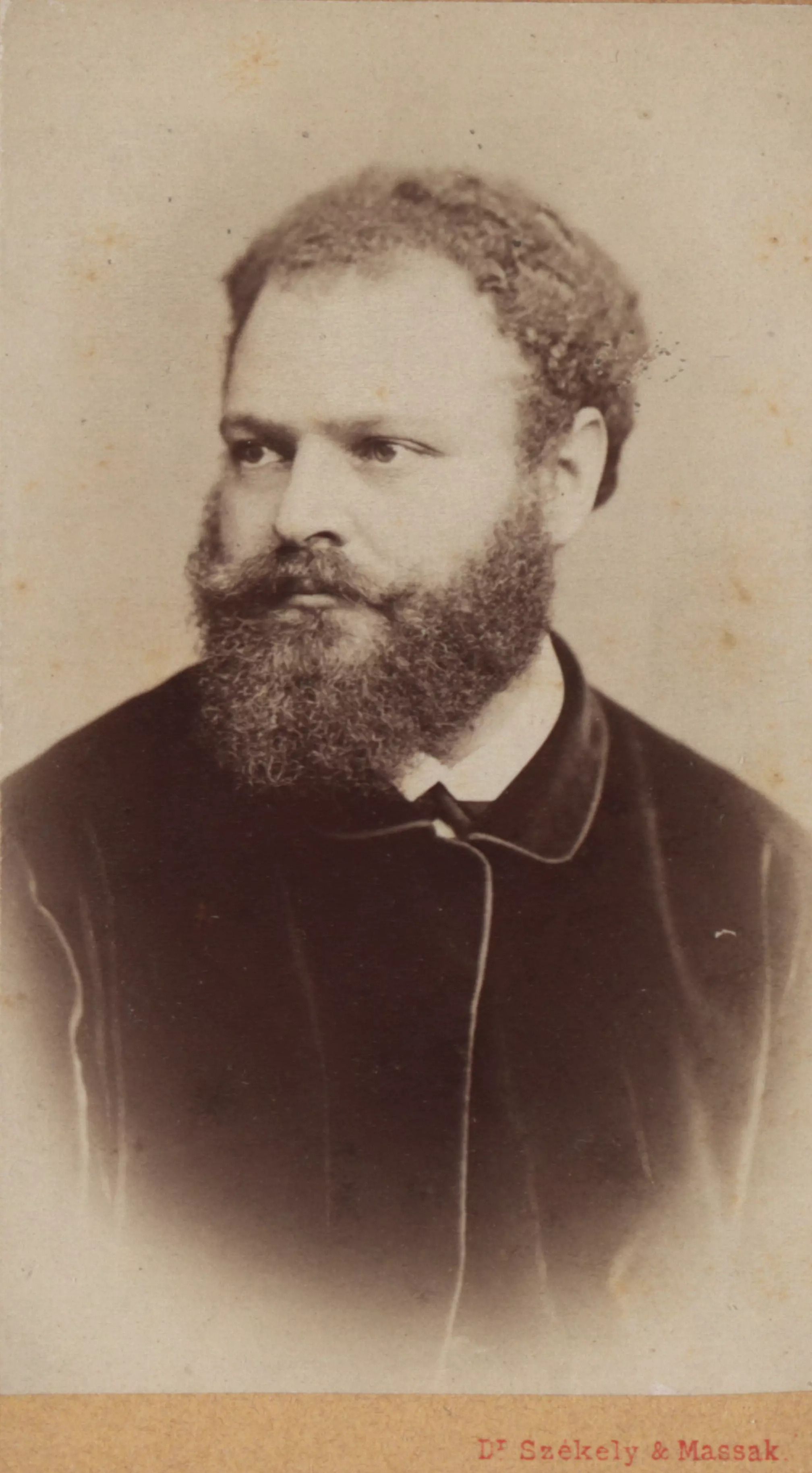
Porträt von Eugen Felix (vor 1906) aus der Wien Museum Online Sammlung. Fotografiert von Székely & Massak

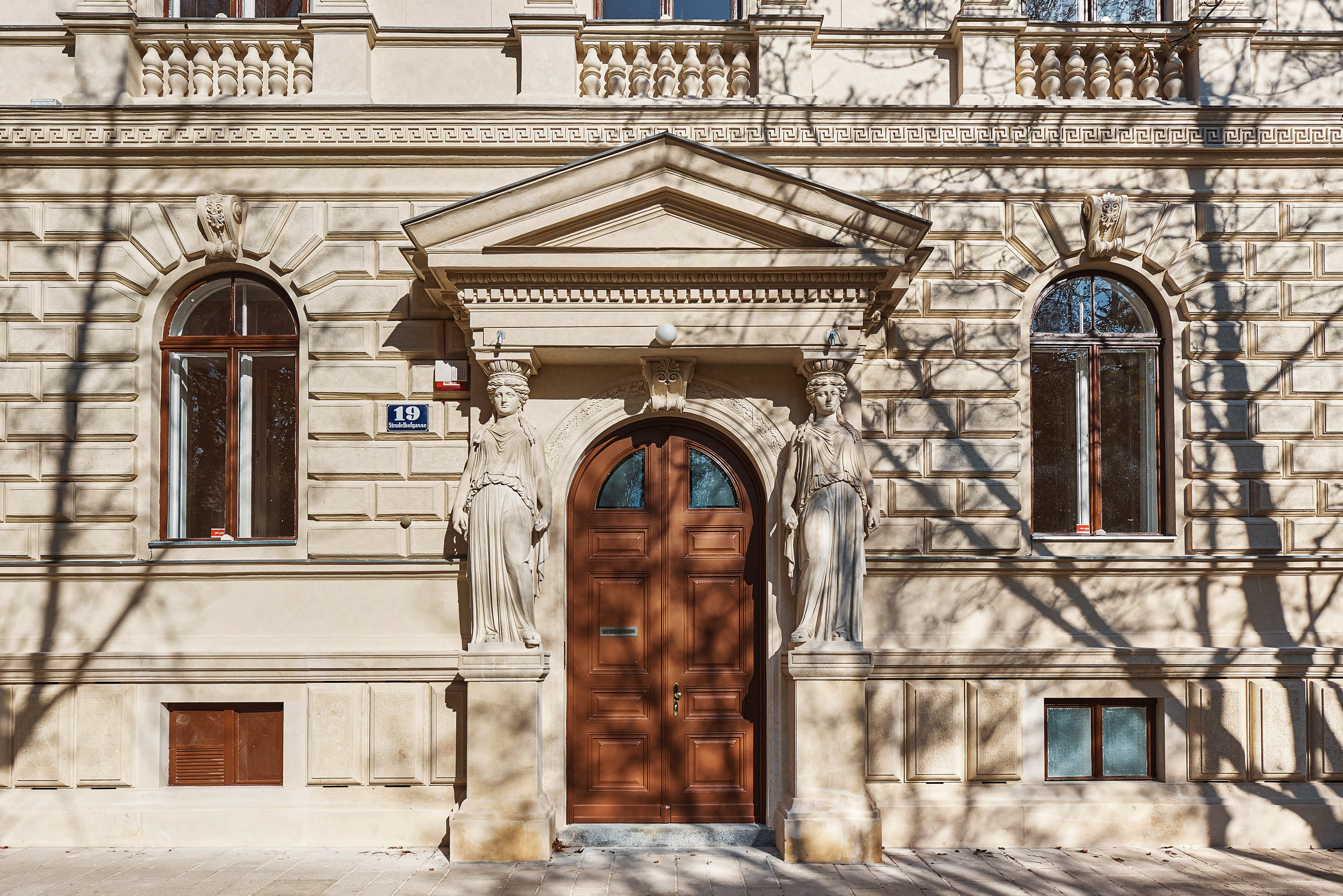
Die Karyatiden, die den Besucher beim Eingang des Palais Felix empfangen und das auskragende Tympanon stützen, sind ein in der Zeit des Neoklassizismus oftmals verwendetes Motiv.

## Lage
Am oberen Ende der von Theodor Johann Jaeger und gestalteten Strudlhofstiege, dort wo Heimito von Doderer  in seinem Roman „Die Strudlhofstiege oder Melzer und die Tiefe der Jahre“ die geheimnisvolle Stelle verortet hat, steht rechterhand das Palais Felix. Der Strudlberg hat über mehrere Jahrhunderte hinweg Künstler und kunstsinnige Persönlichkeiten angezogen und war Heimstätte für Maler und Bildhauer.

## Eingang
Die Karyatiden, die den Besucher beim Eingang des Palais Felix empfangen und das auskragende Tympanon stützen, sind ein in der Zeit des Neoklassizismus oftmals verwendetes Motiv. Sie sind Zeuge der damaligen Rückbesinnung auf Formen und Motive der Antike. Karyatiden sind sowohl bildhauerische als auch architektonische Elemente. Sie galten als Wächterinnen und repräsentierten den hohen gesellschaftlichen Stand des Eigentümers und dessen kulturellen Anspruch. 

## Geschichte
Das Palais Felix wurde 1870 in der Ära der Wiener Ringstraßenzeit, in der sich das städtebauliche Profil Wiens entscheidend veränderte, als Residenz und Atelier für Eugen Felix erbaut. Die Pläne für den Bau stammten vom Architekten Karl Stattler. Felix war einer der schillerndsten Künstlerpersönlichkeiten seiner Zeit.
Er ließ seine Künstlerresidenz samt Atelier bewusst am Strudlberg, mit Blick über Wien und das darunterliegende Palais Liechtenstein errichten. Die Bezeichnung „Strudlberg“ geht auf den barocken Palast zurück, in dem der Wiener Maler Peter Strudel oder Strudl bzw. Peter Freiherr von Strudel ab Ende des 17. Jahrhunderts lebte und arbeitete. Heute befindet sich dort mit Eingang in der Pasteurgasse 1 das Palais & Hotel Strudlhof. Peter Strudel war ein österreichischer Bildhauer und Maler. In Wien war er Hofmaler. Sein Werk bildet in Österreich den Übergang von der ausgehenden Renaissance zum Barock.
Ursprünglich hieß die Anhöhe, von der noch keine Stiege nach unten führte, Schottenberg. Peter Strudel gründete in seinem Palais die erste Kunstakademie Mitteleuropas. Bis heute trägt die Gasse, in der das Palais Felix und das Palais Strudlhof eine Art Brückenkopf am Ende der Gasse formen seinen Namen – Strudlhofgasse.
Der Bau der Strudlhofstiege erfolgte im Stil der nächsten kulturellen Hochblüte der Residenzstadt – im Wiener Jugendstil. Sie verbindet mit gegenläufigen Rampen und Stufen den tieferliegenden Teil hin zur Liechtensteinstraße mit der Strudlhofgasse. Aus allen Blickwinkeln beleuchtet wird die Strudlhofstiege in einem Buch, das Stefan Winterstein herausgegeben hat: „Die Strudelhofstiege – Biographie eines Schauplatzes“.
Gebaut von einem Beamten des Wiener Stadtbauamts, namens Johann Theodor Jaeger, hat die Stiege am Alsergrund, ein Bauwerk von besonderer Ästhetik einen nachhaltigen Platz in der Wiener Architekturgeschichte gefunden.
Im Film Scorpio mit den Darstellern Alain Delon und Burt Lancaster kam das Palais Felix als amerikanische Botschaft zu cineastischen Ehren. Das Eingangsportal des Palais mit den beiden Karyatiden ist im Hintergrund einer Szene mit Alain Delon als Scorpio eindeutig zu erkennen.
Zirka ab Mitte der 1870er-Jahre wohnte und arbeitete August Eisenmenger, ein ehemaliger Mitschüler von Felix im Palais Felix in der Strudlhofgasse 19. Er war wie Felix eine prominente Künstlerpersönlichkeit der Ringstraßenzeit. Sie lernten sich in der privaten Kunstschule des Malers Carl Rahl kennen. Nach Eisenmenger zog der der böhmische Maler Franz Rumpler ein.
1893 wurde das Palais Felix von Herzog Philipp von Württemberg als Niederlassung zu seinem gegenüber liegenden Palais erworben.
1905 ging das Palais in den Besitz des österreichisch-ungarischen Politikers Leopold Graf Berchtold über. Er war österreichischer Botschafter im russischen St. Petersburg und später Außenminister der k.k. Monarchie. Im Jahr 1931 bekam das Palais einen neuen Eigentümer, den Ingenieur Karl Rutter, der als Minderheitsgesellschafter an einer der wichtigsten chemischen Fabriken im Österreich der 1930er-Jahre, an den „Vereinigten Chemischen Fabriken“ beteiligt war. Nach dem sogenannten Anschluss Österreichs an das Deutsche Reich wurde der Betrieb „arisiert“ und wurde damit zu einem der größten „Arisierungsfälle“. Der Hauptgesellschafter Ignaz Kreisl wurde verhaftet. Um auch den Mitbesitzer Karl Rutter auszuschalten und nicht mit ihm verhandeln zu müssen, wurde dieser einfach zum Juden erklärt und ebenfalls in Haft genommen, es wurden ihm dubiose Steuerdelikte nachgesagt.
Rutter war ein kunstsinniger Mann, der im Palais Felix eine große Kunstsammlung zusammentrug und dort auch ausstellte. So blieb das Felix weiterhin ein Ort der Kunst. Zuletzt wurde das Palais vom österreichischen Kunsthändler Reinhold Hofstätter bewohnt, der das Palais Felix im Jahr 1971 von den Erben Karl Rutters erwarb.
Für kurze Zeit ab Juni 1946 war im Palais Felix das Büro von CARE, wie sich dem Bericht „Das Wirken von CARE in Österreich 1946-1955“ von Barbara Pilz entnehmen lässt, untergebracht. Pilz schreibt zu CARE: „Der klangvolle und vor allem einfache Name wurde von Alice Clark erdacht und stand für „Cooperative for American Remittances to Europe“. Die ersten Pakete erhielt CARE von der US-Army. Es handelte sich um sogenannte „10-in-1 Pakete“, die ursprünglich dafür gedacht waren, zehn US-Soldaten mit einer Mahlzeit bzw. einen Soldaten mit zehn Mahlzeiten zu versorgen“. So konnte mit den aus den USA im Palais Felix ankommenden CARE-Paketen die notleidende Bevölkerung von Wien versorgt werden.